# Antônio Cardoso Fontes
Antônio Cardoso Fontes (Petrópolis, 6 de outubro de 1879 — Rio de Janeiro, 27 de março de 1943) foi um médico e pesquisador brasileiro, notável por seus estudos sobre a tuberculose e a forma granular do bacilo. 
Foi membro da Academia Nacional de Medicina e pesquisador da Fundação Oswaldo Cruz.

## Biografia
Antônio nasceu na cidade de Petrópolis, em 1879. Era filho de Antônio Fontes e Maria Cardoso Fontes, ambos brasileiros descendentes de portugueses. Seu pai morreu quando Antônio era ainda muito jovem. Aos 18 anos, matriculou-se na Faculdade de Medicina do Rio de Janeiro, concluindo o curso em 1902.
Ingressou em Manguinhos (atual Fundação Oswaldo Cruz) ainda em seus primórdios como pesquisador assistente. Defendeu, em 1903, sua tese de doutorado, sob a orientação de Oswaldo Cruz, intitulada Vacinação e soroterapia antipestosas. Trabalhou como inspetor-sanitário dos Serviços de Profilaxia da Febre Amarela, tendo ido ao Maranhão para combater a doença na capital do estado e organizar os serviços de saúde pública da região.
Sua meta científica era provar a filtrabilidade do bacilo da tuberculose (Mycobacterium tuberculosis) e a possível existência de formas filtráveis desse microorganismo, sendo os estudos realizados em Manguinhos e posteriormente retomados no Instituto Pasteur de Paris. Uma possível explicação para os achados de Cardoso Fontes foi a publicação, décadas depois de sua morte, de estudo mostrando a presença de variantes do bacilo da tuberculose deficientes de parede celular, identificadas como formas granulares, não álcool-ácido resistentes, que permanecem inativas na presença de um sistema imune eficaz.Essas variantes transformariam nas formas álcool-ácido resistentes nos pacientes com sistema imunecomprometido, podendo causar doença nesses indivíduos.
Em 1934, foi nomeado Diretor do Instituto Oswaldo Cruz, em substituição a Carlos Chagas que acabava de falecer e, dois anos mais tarde, colaborou na criação da Faculdade de Ciências Médicas do Rio de Janeiro, da qual foi professor de Microbiologia e seu primeiro diretor. Cardoso Fontes permaneceu no cargo de Diretor do Instituto Oswaldo Cruz até 1942, falecendo no ano seguinte. Ele recebeu uma indicação ao Prêmio Nobel de Fisiologia ou Medicina em 1934 por seu trabalho sobre as formas filtráveis do bacilo da tuberculose.

## Morte
Antônio Cardoso Fontes faleceu na madrugada de 27 de março de 1943, aos 63 anos.